# Verdun (contre-torpilleur)
Pour les articles homonymes, voir Verdun (homonymie).
Le Verdun est l’un des six contre-torpilleurs de classe Guépard construits pour la marine française dans les années 1920.

## Carrière
Pendant la Seconde Guerre mondiale, après que la France ait signé un armistice avec l’Allemagne, en juin 1940, le Verdun a servi dans la marine de Vichy. Il faisait partie des navires de la flotte française sabordés à Toulon, en France, le 27 novembre 1942.